# El hobbit: la batalla de los Cinco Ejércitos
El hobbit: la batalla de los Cinco Ejércitos (título original en inglés: The Hobbit: The Battle of the Five Armies) es la tercera parte de la adaptación cinematográfica de la novela de J. R. R. Tolkien El hobbit. Las dos primeras partes, El hobbit: un viaje inesperado y El hobbit: la desolación de Smaug, tratan específicamente del contenido del libro, mientras que la tercera se centra en los hechos que acontecieron entre el final de El hobbit y el inicio de La Comunidad del Anillo. Se estrenó el 30 de   noviembre de 2014, debido a un cambio de fecha que se produjo el 22 de febrero de 2013 cuando en un principio iba a estrenarse en julio, con el título El Hobbit: Partida y regreso. Al igual que el resto de la trilogía de El hobbit, fue dirigida por el neozelandés Peter Jackson, también responsable de la trilogía de El Señor de los Anillos.
Peter Jackson y Guillermo del Toro (quien iba a dirigir la cinta hasta su renuncia a finales de mayo de 2010, pero que de todos modos ejerce como guionista) anunciaron que esta tercera parte ampliaría la historia con otros escritos de Tolkien, como la reunión del Concilio Blanco (y de esta forma explicar a donde fue Gandalf cuando dejó a los enanos y a Bilbo a las puertas del Bosque Negro) y cómo echaron al Nigromante de Dol Guldur. En un principio esta secuela dependía de los actores que pudieran participar en ella, pero esto fue solucionado cuando los actores aceptaron hacer la película. Hasta abril de 2014, la película se llamaba The Hobbit or There And Back Again, en honor al verdadero título del libro de Tolkien, hasta que Jackson confirmó un nuevo título, The Hobbit: The Battle of the Five Armies. El teaser tráiler se estrenó el 28 de julio, dos días después de su presentación en la Comic Con de San Diego.

## Argumento
Bilbo Bolsón y el resto de la compañía de Thorin Escudo de Roble contemplan desde Erebor como Smaug destruye la Ciudad del Lago, en venganza por su intento de matarle en la película anterior. Bardo el Arquero logra escapar de la celda en la que estaba encerrado, recupera la Flecha Negra con la ayuda de su hijo Bain y la usa para matar a Smaug. El cuerpo de Smaug cae encima del bote del Gobernador, quien egoístamente pretendía huir de la ciudad junto con sus riquezas. Convertido en el nuevo líder de los supervivientes de la Ciudad del Lago, Bardo decide buscar refugio en las ruinas de Valle, mientras Legolas y Tauriel se disponen a viajar al Monte Gundabad para investigar acerca de las recientes acciones de los orcos. En Erebor, Thorin ha caído preso del "mal del dragón" al haber recuperado el reino y el tesoro, y está completamente obsesionado con encontrar la Piedra del Arca, que se encuentra en poder de Bilbo, pero el hobbit no se atreve a dársela por temor a que su 'enfermedad' empeore. Al enterarse de que los supervivientes del ataque de Smaug han llegado a Valle, Thorin ordena sellar la entrada de Erebor.
En Dol Guldur, Gandalf se encuentra preso de Sauron, pero Saruman, Elrond, Galadriel y Radagast acuden en su ayuda. Radagast se lleva de allí a Gandalf mientras Elrond, Saruman y Galadriel luchan contra los Nazgûl, posteriormente se enfrentan a Sauron y Galadriel logra hacerle huir de la fortaleza. Mientras tanto, el ejército de orcos dirigido por Azog el Profanador se dirige a Erebor para tomarla. En Gundabad, Legolas y Tauriel son testigos de cómo Bolgo, por orden de Azog, convoca a su ejército de trasgos y murciélagos para que ayuden en la conquista de Erebor.
Un ejército de elfos liderado por Thranduil aparece en Valle y Thranduil le revela a Bardo que tiene pensado atacar Erebor y reclamar unas joyas élficas que el rey Thror en su momento les arrebató y que se encuentran entre el tesoro de la Montaña. En alianza con Thranduil, Bardo acude a Erebor y trata de razonar con Thorin para que cumpla su promesa de entregar una parte del tesoro a la gente de la Ciudad del Lago, pero Thorin se niega. Posteriormente, Gandalf aparece en Valle y trata de advertir a Bardo y Thranduil del ataque de Azog, pero Thranduil no le cree. Bilbo sale a escondidas de Erebor y les entrega la Piedra del Arca a Bardo y Thranduil con la intención de que la usen para obligar a Thorin a negociar y así evitar una guerra. Cuando Bardo y Thranduil se presentan en Erebor junto con sus respectivos ejércitos y le muestran a Thorin que tienen la Piedra del Arca, Thorin llega a creer que es una farsa, hasta que Bilbo le revela que se la entregó él y le reprende por haberse dejado llevar por la codicia hasta el punto de desconfiar de sus amigos. Viendo esto como una traición, Thorin se enfurece y trata de matar a Bilbo, pero Gandalf interviene y avergüenza a Thorin para que deje ir al hobbit. La llegada de un ejército de enanos de las Colinas de Hierro liderado por Dáin Pie de Hierro (primo de Thorin) hace que la batalla entre enanos, hombres y elfos parezca inminente, pero son interrumpidos cuando Devoradores de la Tierra emergen desde el suelo, abriendo más el paso al recién llegado ejército de Azog. Con los orcos superando en número al ejército de Dáin, los ejércitos de Bardo y Thranduil se unen a la batalla, junto con Gandalf y Bilbo. Azog da la orden a otro de sus ejércitos de atacar el Valle. 
Dentro de Erebor, Thorin sufre alucinaciones traumáticas, y después de tener una alucinación de cómo el propio oro se lo tragaba, recupera la cordura. Mientras, el ejército de Dáin ha sido prácticamente aniquilado por los orcos y éstos los hacen retroceder hasta el pie de la montaña. Azog manda a dar la estocada final al ejército enano, pero en ese momento, Bombur hace sonar una trompeta y una campana de oro gigante rompe el muro de piedras de donde salen Thorin y su compañía y lideran a sus compañeros enanos a la batalla. Thorin, Dwalin, Fili y Kili cabalgan a la Colina del Cuervo con la intención de matar a Azog; Bilbo les sigue usando el Anillo Único. Legolas y Tauriel llegan para advertir de la llegada de Bolgo. Fili es capturado y asesinado por Azog delante de Thorin, Bilbo, Dwalin y Kili. Mientras Thorin y Azog luchan a muerte, Bolgo deja inconsciente a Bilbo, derrota a Tauriel y mata a Kili, que había acudido en ayuda de la elfa. Legolas lucha contra Bolgo y finalmente consigue matarlo. Thorin por su parte logra matar a Azog, pero el también queda mortalmente herido durante la lucha. Las Águilas acuden a la batalla junto con Radagast y Beorn y ayudan a derrotar a los orcos y los trasgos. Finalizada la batalla, Bilbo vuelve en sí y hace las paces con un moribundo Thorin quien le dice que si las personas se consideraran más así mismas sobre el oro el mundo sería un lugar más feliz. Finalmente sucumbe a sus heridas y muere en los brazos de un desconsolado Bilbo. Legolas le dice a su padre que no desea regresar al reino del Bosque, y Thranduil le aconseja que vaya al norte para reunirse con un montaraz conocido como Trancos. Luego, Tauriel conversa con Thranduil le pregunta por qué siente tanto dolor y él dice que porque el amor que sentía por Kili era verdadero.
Posteriormente, Bilbo se despide del resto de la Compañía y junto con Gandalf inicia el viaje de regreso a la Comarca. Cerca de la Comarca, Gandalf se despide de Bilbo y le hace saber que es consciente de que lleva un anillo mágico. Bilbo se va recordando a Thorin no solo como una leyenda sino como su amigo. Bilbo regresa a Bolsón Cerrado solo para ver que ha sido dado por muerto debido a su larga ausencia y sus pertenencias están siendo subastadas. Bilbo resuelve el lío, pero encuentra su casa vacía.
60 años más tarde, un Bilbo de 111 años recibe la visita de Gandalf, poniendo así en marcha los acontecimientos de "La Comunidad del Anillo".

## Reparto
- Martin Freeman como el hobbit Bilbo Bolsón.
- Ian McKellen como el mago Gandalf.
- Richard Armitage como el enano Thorin.
- Luke Evans como el hombre Bardo.
- Orlando Bloom como el elfo Legolas, príncipe de los elfos del Bosque Negro.
- Evangeline Lilly como la elfa Tauriel.[nota 1]
- Lee Pace como el elfo sinda Thranduil, rey de los elfos del Bosque Negro.
- Ken Stott como el enano Balin.
- Graham McTavish como el enano Dwalin.
- Aidan Turner como el enano Kíli.
- Dean O'Gorman como el enano Fíli.
- James Nesbitt como el enano Bofur.
- William Kircher como el enano Bifur.
- Stephen Hunter como el enano Bombur.
- John Callen como el enano Óin.
- Peter Hambleton como el enano Glóin.
- Jed Brophy como el enano Nori.
- Mark Hadlow como el enano Dori.
- Adam Brown como el enano Ori.
- Cate Blanchett como la elfa noldo Galadriel.
- Christopher Lee como el mago Saruman el Blanco.[9]
- Hugo Weaving como el peredhil Elrond.
- Ian Holm como Bilbo Bolsón anciano.
- Stephen Fry como el gobernador de Esgaroth.
- Ryan Gage como Alfrid.[nota 1]
- John Bell como hombre Bain.
- Peggy Nesbitt como Sigrid.
- Mary Nesbitt como Tilda.
- Manu Bennett como el orco Azog el Profanador.
- John Tui como el orco Bolgo.
- Conan Stevens como el orco Keeper of the Dungeons.
- Benedict Cumberbatch como el dragón Smaug el Terrible y Sauron.
- Billy Connolly como el enano Dáin Pie de Hierro.
- Sylvester McCoy como el mago Radagast el Pardo.
- Mikael Persbrandt como el hombre beórnida Beorn.
- Simon London como Feren.
- Allan Smith como Ragash.

## Premios y nominaciones
| Premio                                        | Categoría                                       | Nominado(s)                                                                             | Resultado |
| --------------------------------------------- | ----------------------------------------------- | --------------------------------------------------------------------------------------- | --------- |
| Premios Óscar                                 | Mejor montaje de sonido                         | Brent Burge y Jason Canovas                                                             | Nominados |
| Premios BAFTA                                 | Mejores efectos visuales                        | Joe Letteri, Eric Saindon, David Clayton y R. Christopher White                         | Nominados |
| Premios de la Crítica Cinematográfica         | Mejores efectos visuales                        | Joe Letteri, Eric Saindon, David Clayton y R. Christopher White                         | Nominados |
| Premios de la Crítica Cinematográfica         | Mejor maquillaje y peluquería                   | Peter King, Richard Taylor y Rick Findlater                                             | Nominados |
| Premios Saturn                                | Mejor película de Fantasía                      |                                                                                         | Ganadora  |
| Premios Saturn                                | Mejor guion                                     | Peter Jackson, Fran Walsh, Philippa Boyens y Guillermo del Toro                         | Nominados |
| Premios Saturn                                | Mejor actor de reparto                          | Richard Armitage                                                                        | Ganador   |
| Premios Saturn                                | Mejor Actriz de reparto                         | Evangeline Lilly                                                                        | Nominados |
| Premios Saturn                                | Mejor música                                    | Howard Shore                                                                            | Nominados |
| Premios Saturn                                | Mejor maquillaje                                | Peter King, Rick Findlater y Gino Acevedo                                               | Nominados |
| Premios Saturn                                | Mejores efectos visuales                        | Joe Letteri, Eric Saindon, David Clayton y R. Christopher White                         | Nominados |
| Premios Empire                                | Mejor película                                  |                                                                                         | Nominados |
| Premios Empire                                | Mejor película de fantasía o ciencia ficción    |                                                                                         | Nominados |
| Premios Empire                                | Mejor director                                  | Peter Jackson                                                                           | Nominados |
| Premios Empire                                | Mejor actor                                     | Richard Armitage                                                                        | Nominados |
| Premios Annie                                 | Mejores efectos animados                        | Areito Echevarria, Andreas Soderstrom, Ronnie Menahem, Christoph Sprenger, Kevin Romond | Nominados |
| Premios Annie                                 | Mejor personaje de animación                    | Eric Reynolds, David Clayton, Andreja Vuckovic, Guillaume Francois, Gios Johnston       | Nominados |
| Premios VES                                   | Mejores efectos visuales                        | Joe Letteri, David Conley, Eric Saindon, Kevin Sherwood, Steve Ingram                   | Nominados |
| Premios VES                                   | Mejor modelado (por Ciudad del Lago)            | Leslie Chan, Alastair Mayer, Niklas Preston, Justin Stockton                            | Nominados |
| Premios VES                                   | Mejor simulación de efectos                     | Jon Allitt, David Caeiro, Ronnie Menahem                                                | Nominados |
| Premios VES                                   | Mejor composición                               | Simon Jung, Ben Roberts, Matthew Adams, Jordan Schilling                                | Nominados |
| Gremio de Diseñadores de Vestuario de EE. UU. | Mejor Diseño de Vestuario (Categoría: Fantasía) | Ann Maskrey, Bob Buck y Lesley Burkes-Harding                                           | Nominados |